# Phrissogonus laticostatus
Phrissogonus laticostata là một loài bướm đêm trong họ Geometridae.

## Hình ảnh

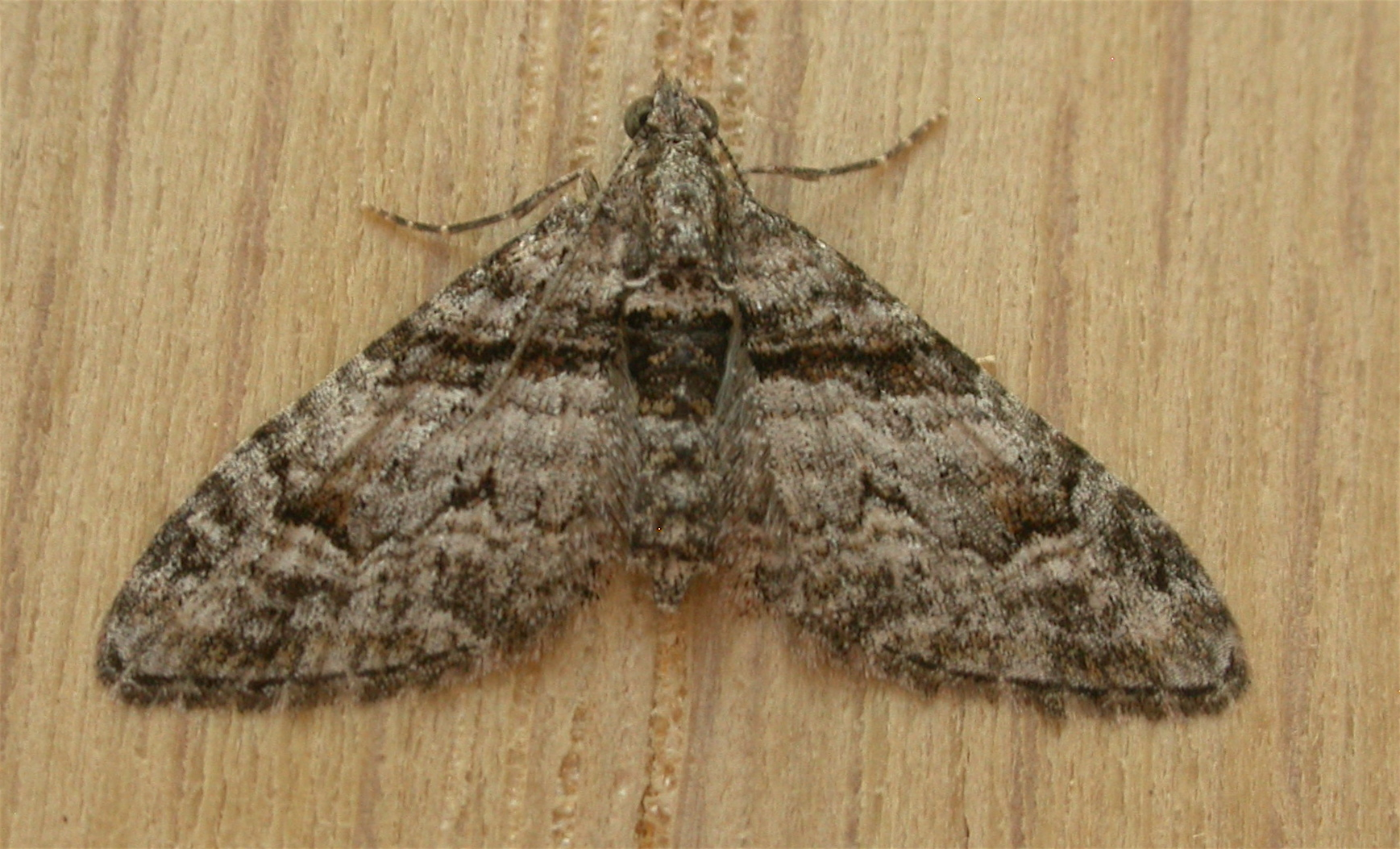
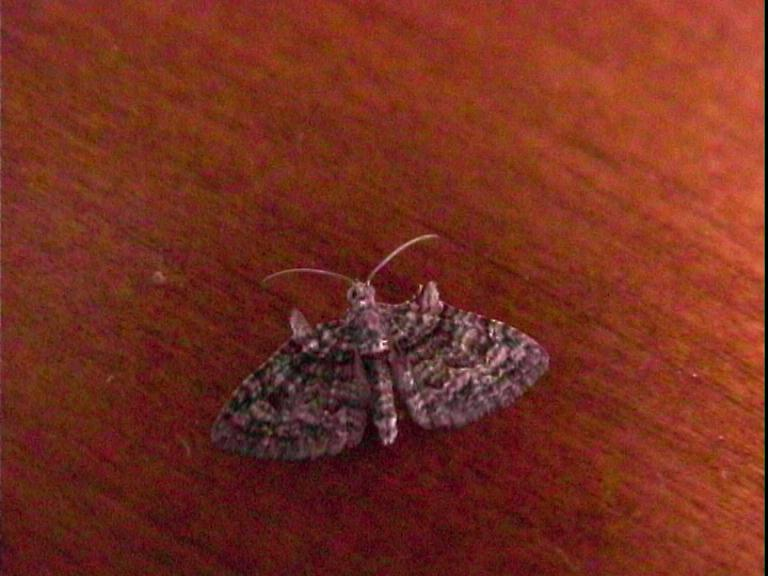